# Cobra Mission 2
Cobra Mission 2 è un film del 1989, diretto da Camillo Teti (che firma la pellicola usando lo pseudonimo Mark Davis) ed è il sequel di Cobra Mission di Fabrizio De Angelis.

## Trama
Dopo essersi recato in Vietnam per liberare alcuni soldati americani ancora tenuti prigionieri, Roger (un ex marine pluridecorato) viene dato ufficialmente per morto. Una sua vecchia conoscenza il colonnello Davis, approfittando di questo sbaglio, lo ingaggia per una missione top secret: eliminare uno spietato dittatore di uno Stato sudamericano, molto ostile al governo degli Stati Uniti. Una volta accettata la missione e giunto sul posto Roger viene a contatto con alcuni guerriglieri locali che si uniscono a lui per aiutarlo nella delicata impresa. L'operazione ha successo ma ben presto si accorge di essere caduto in un'imboscata. La vera volontà di Davis, infatti, è quella di denunciarlo all'ONU come pericoloso killer. A questo punto Rafael, il capo dei guerriglieri, si unisce all'ex marine per aiutarlo ad uscire da questa complicata situazione.

## Produzione

### Cast
Il muscoloso Brett Baxter Clark o più semplicemente Brett Clark è il prescelto per la parte del protagonista combattente. Un ruolo simile lo aveva già interpretato l'anno prima in Delta Force Commando di Pierluigi Ciriaci. All'epoca del film, era comunque un volto già noto al pubblico italiano per aver preso parte in precedenza a serie televisive molto popolari come L'incredibile Hulk e Dallas e a pellicole come Star Trek II - L'ira di Khan e Bachelor Party - Addio al celibato.

### Riprese
Le riprese esterne sono state effettuate a Miami e nella Repubblica Dominicana.

## Distribuzione
Dopo aver ricevuto il visto censura nº 84384 del 24 gennaio 1989 in Italia il film ha avuto una distribuzione regionale.

### Data di uscita
Le date di uscita internazionali nel corso degli anni sono state:
- Settembre 1988 in Germania Ovest
- 31 dicembre 1988 in Giappone
- Febbraio 1989 in Italia

## Accoglienza

### Critica
- Nel dizionario del cinema italiano viene lodato l'intento di cercare di tenere in vita (nonostante la morte apparente) il cinema di genere in Italia, riuscendo a trovare mercati esteri dove il prodotto viene considerato interessante, anche se solo per riempire i palinsesti delle tv a pagamento, soprattutto quelle degli Stati Uniti. Ne critica comunque la realizzazione veloce, il casting poco curato, i pochi mezzi usati e la storia narrata che, anche se con qualche variabile, alla fine è sempre la stessa così come le location.[3]
- Michele Giordano, nel suo libro dedicato agli "uomini duri" del cinema italiano, critica in maniera negativa la recitazione di Brett Baxter Clark giudicata spenta rispetto a quella sfoggiata in Delta Force Commando.[4]